# Plectrocnemia tortosa
Plectrocnemia tortosa är en nattsländeart som beskrevs av Banks 1947. Plectrocnemia tortosa ingår i släktet Plectrocnemia och familjen fångstnätnattsländor. Inga underarter finns listade i Catalogue of Life.